# لوسيفراز
لوسيفيراز ( (بالإنجليزية: luciferase)) هو مصطلح عام لفئة من الإنزيمات التأكسدية المستخدمة في تلألؤ بيولوجي ومتميزة من الفوتوبروتين ( photoprotein ). الأسم مشتق من لوسيفر، والتي تعني «حامل الضوء» .

## آلية رد الفعل
التفاعل الكيميائي يحفزه يراعة لوسيفيراز فيحدث في خطوتين:
وسيفيرين + ATP → لوسيفيرl أدينيلات + PP ط
لوسيفير1أدينيلات + O 2 → أوكسيفيرين + AMP + ضوء
ينبعث ضوء لأن رد الفعل الذي يشكله أوكسيفيرين إلكترونيا في الحالة المثارة . رد فعل يصدر فوتون الضوء .
يبقى أوكسيفيرين يشارك في رد فعل الجانب مع O 2 لتشكيل بيروكسيد الهيدروجين ويتأكسد حوالي 20٪ من وكسيفيرين .
رد الفعل الذي يحفزه وسيفيراز الجرثومي هو أيضا يتبع عملية الأكسدة:
FMNH 2 + O 2 + RCHO → FMN + RCOOH + H 2 O + ضوء
في رد فعل، انخفاض فلافين النوكليوتيد تصاب السلسلة الأليفاتية طويلة بالأكسدة وتتحول إلى حمض الكربوكسيلية . و يشكل رد فعل متحمس للهايدروكسيفلافين (hydroxyflavin) الوسيط، والذي يكون منتج مجفف لينبعث الضوء الأخضر والأزرق.
تقريبا يتم تحويل كل من مدخلات الطاقة في التفاعل إلى ضوء. ورد الفعل هو 80٪ إلى 90٪  كفاءة. وعلى سبيل المقارنة، فإن لمبة ضوء ساطع تحويل حوالي 10٪ فقط من له الطاقة إلى ضوء.
```
و150 التجويف لكل واط (ل م / ث) LED تحويل 20٪ من مدخلات الطاقة إلى الضوء المرئي. [
[
5
]
```

## وصلات خارجية
- Trimmer B, Zayas R, Qazi S, Lewis S, Michel T, Dudzinski D, Aprille J, Lagace C (28 يونيو 2001). "Firefly flashes and Nitric Oxide". Tufts University. مؤرشف من الأصل في 2019-06-07. اطلع عليه بتاريخ 2008-10-02.{{استشهاد ويب}}:  صيانة الاستشهاد: أسماء متعددة: قائمة المؤلفين (link)
- "Trends in development of reporter genes". reportergene.com. مؤرشف من الأصل في 2017-09-04. اطلع عليه بتاريخ 2009-03-07.
- "BL Web: Luciferin types". The Bioluminescence Web Page. University of California, Santa Barbara. مؤرشف من الأصل في 2013-06-22. اطلع عليه بتاريخ 2009-03-07.
- "Bioluminescence Reporters Protocols and Applications Guide". Protocols and applications. Promega Corporation. مؤرشف من الأصل في 2010-08-08. اطلع عليه بتاريخ 2009-03-07.
- "BL Web: Luciferin types". ISCID Encyclopedia of Science and Philosophy. ISCID. مؤرشف من الأصل في 2015-02-17. اطلع عليه بتاريخ 2010-04-20.
- David Goodsell. "Luciferase". Molecule of the Month. Protein Data Bank. مؤرشف من الأصل في 2015-10-19. اطلع عليه بتاريخ 2013-01-15.